# Paulo Casaca
José Paulo Martins Casaca (ur. 2 lipca 1957 w Lizbonie) – portugalski polityk, wykładowca akademicki, urzędnik państwowy, w latach 1999–2009 eurodeputowany V i VI kadencji.

## Życiorys
Studia magisterskie ukończył w 1980, w 1987 został doktorem nauk ekonomicznych. Pracował do 1991 (z przerwami) jako asystent na Uniwersytecie Azorskim, wykładał także w Wyższym Instytucie Rachunkowości i Administracji w Lizbonie. Przystąpił do Partii Socjalistycznej, zajmował się koordynowaniem regionalnego biura analiz.
W 1991 został deputowanym, do Regionalnego Zgromadzenia Legislacyjnego Azorów, rok później przeszedł do pracy w krajowym Zgromadzeniu Republiki, w którym zasiadał do 1994. W połowie lat 90. był dyrektorem gabinetu ministra planowania i administracji terytorialnej, następnie objął stanowisko doradcy w stałym przedstawicielstwie Portugalii przy Unii Europejskiej.
W 1999 i 2004 uzyskiwał mandat posła do Parlamentu Europejskiego z ramienia PS. Był członkiem grupy socjalistycznej, pracował m.in. w Komisji Budżetowej, Komisji Rybołówstwa i Komisji Kontroli Budżetowej (w latach 2002–2004 jako jej wiceprzewodniczący). W PE zasiadał do 2009.